# Orléanais
Orléanais was tot aan de Franse Revolutie een van de provincies van Frankrijk. De naam betekent het gebied van Orléans, de hoofdstad; het ging om een zeer ruim gebied ten zuiden van Parijs. Andere Orleaanse steden waren Chartres en Blois. Orléanais grensde aan de provincies Maine in het westen, Île-de-France in het noorden, Champagne en Bourgondië in het oosten en Nivernais, Berry en Touraine in het zuiden.
Orléans werd gesticht tijdens de regering van de Romeinse keizer Aurelianus, waarvan de naam is afgeleid. Ten tijde van de Merovingen werd Orléans korte tijd een zelfstandig koninkrijk (511-613). Later werd het de zetel van een graafschap, maar tegen het einde van de middeleeuwen werden de heren van Orléans weer tot hertog van Orléans verheven.
In 1790 werd de provincie opgeheven en verdeeld over de departementen Loiret en Loir-et-Cher, een groot deel van Eure-et-Loir en nog een stukje van de Yonne.
De naam Orléanais wordt niet meer gebruikt, behalve dan voor de inwoners van Orléans en omgeving en hun dialect. Samen met de oude provincies Berry et Touraine, zijn al deze departementen nu verenigd in de regio Centre-Val de Loire.